# Branden på Windsor Castle 1992
Den 20 november 1992 utbröt en brand på Windsor Castle, världens största bebodda slott och en av Brittiska kungafamiljens officiella bostäder. Branden skadade några av slottets mest historiska delar. Slottet var fullt uppbyggt den 20 november 1997, fem år efter branden,och kostnaden för återuppbyggnaden uppgick till 36,5 miljoner pund. För att finansiera återuppbyggnaden öppnades Buckingham Palace upp för allmänheten. Vidare följde att Elizabeth II av Storbritannien började betala en frivillig skatt som en del av uppgörelsen för finansieringen av återuppbyggnaden.
Branden är en av händelserna i  Elizabeth II av Storbritannien's så kallade "Annus horribilis".

## Tidslinje

### Första timmen
Branden startade i Drottningens privata kapell klockan 11.15 efter att en strålkastare blev upptryckt mot en gardin. I rummet fanns personal från Royal Household som  inspekterade tavlor. Brandlarmet gick inledningsvis till slottets egna privata brandkår, som var bemannad av Marshall Smith. De anlände till slottet klockan 11.41.
Några minuter senare stod en stor del av slottets lägenheter också i brand. I rummen fanns personal, som försökte släcka branden med brandsläckare. När detta misslyckats övergick de till att rädda tavlor och andra värdesaker i rummet, men 11.32 tvingades de lämna rummet på grund av värme och glöd. 
Klockan 23.36 kontaktade Smith kontrollrummet på Reading brandstation och aktiverade därefter slottets allmänna brandlarm samt larmade Royal Berkshire Fire and Rescue Service (RBFRS). RBFRS kom fram till platsen 11.44 och 11.56 var 17 pumpanordningar beordrade. Slottets personal och prins Andrew samarbetade under tiden för att  försöka säkra och rädda delar av slottets tavlor och andra värdefulla saker.

### Senare händelser
12.12 arbetade 20 brandbilar med att släcka branden, 12.20 hade de utökats till 35 brandbilar. Då hade branden spridit sig till St George's Hall, vars tak kollapsade 07.00.
15.30 kollapsade golven i Brunswick tower och tre män försvann i röken. Dessa kunde senare återfinnas.
20.00 var branden under kontroll, men det fortsatte brinna i tre timmar till.

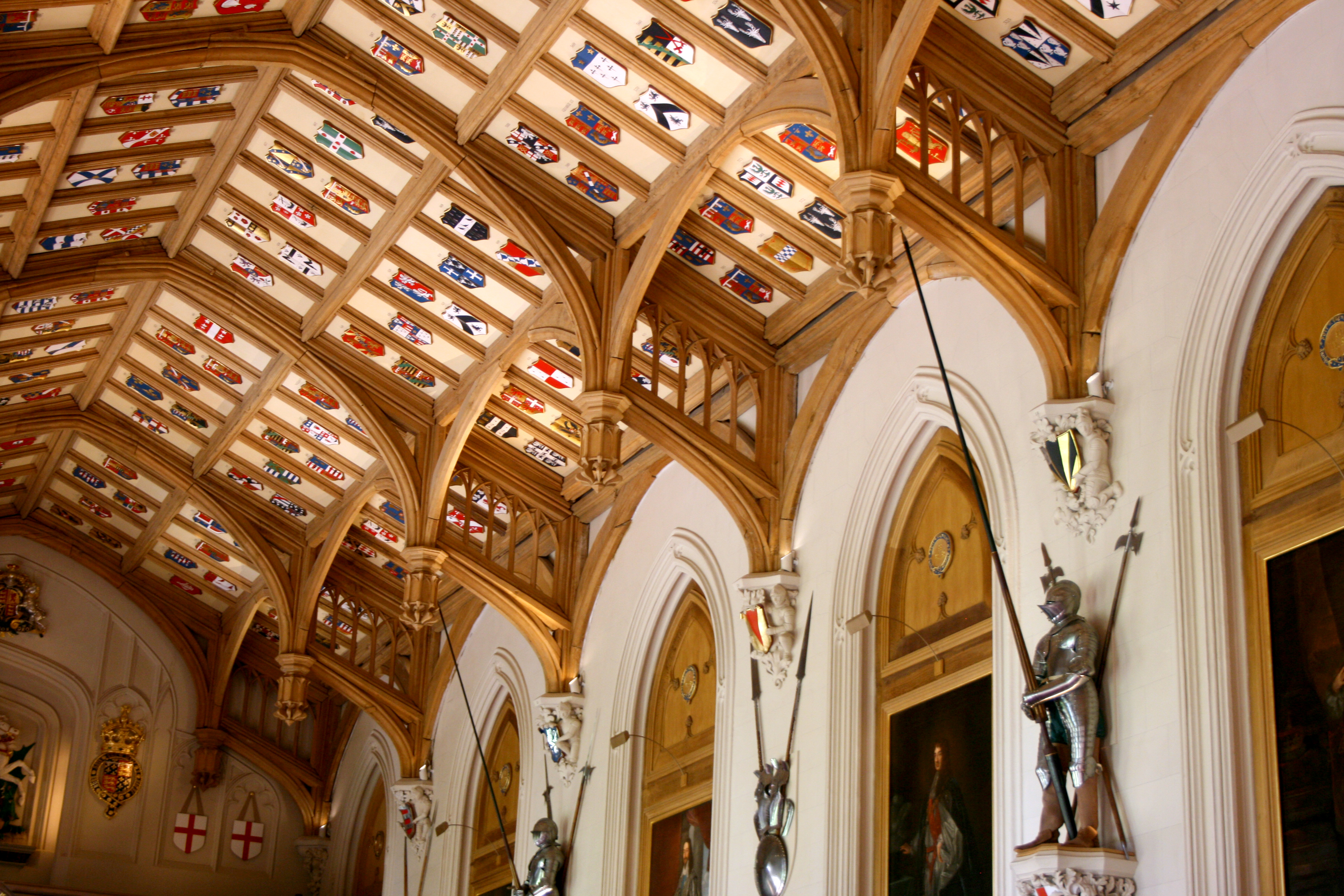
Nya taket av St George's Hall.

23.00 hade majoriteten av branden släckts och 02.30 var hela branden släckt.

## Saker räddade under branden
En stor del av slottets värdefulla tavlor och möbler liksom 300 klockor, en samling miniatyrer, tusentals värdefulla böcker och historiska manuskript samt gamla mästerteckningar från Royal Library kunde räddas undan branden.
Inga människor dog under branden, men sex  personer skadades varav fem var brandmän.[källa behövs] Den sjätte personen som skadades var en underentreprenör som arbetade i det privata kapellet, Dean Lansdale, vars hand brännskadades svårt.

## Saker förstörda under branden

### Strukturella skador
Slottets trätak, träpaneler, samt utrymmena under golvet av St Georges's Hall gjorde att branden spred sig snabbt och nådde ända till  Chester Tower.  
Mängder av gardiner och annat tygmaterial förstördes. Flera golv kollapsade och flera lägenheter förstördes helt eller delvis, däribland Crimson Drawing Room (helt förstört), Green Drawing Room (svårt skadat av rök och vatten) och Queen's Private Chapel (med Henry Willis orgel). Sammanlagt påverkades mer än 100 rum av branden.

### Skadat och förstört innehåll

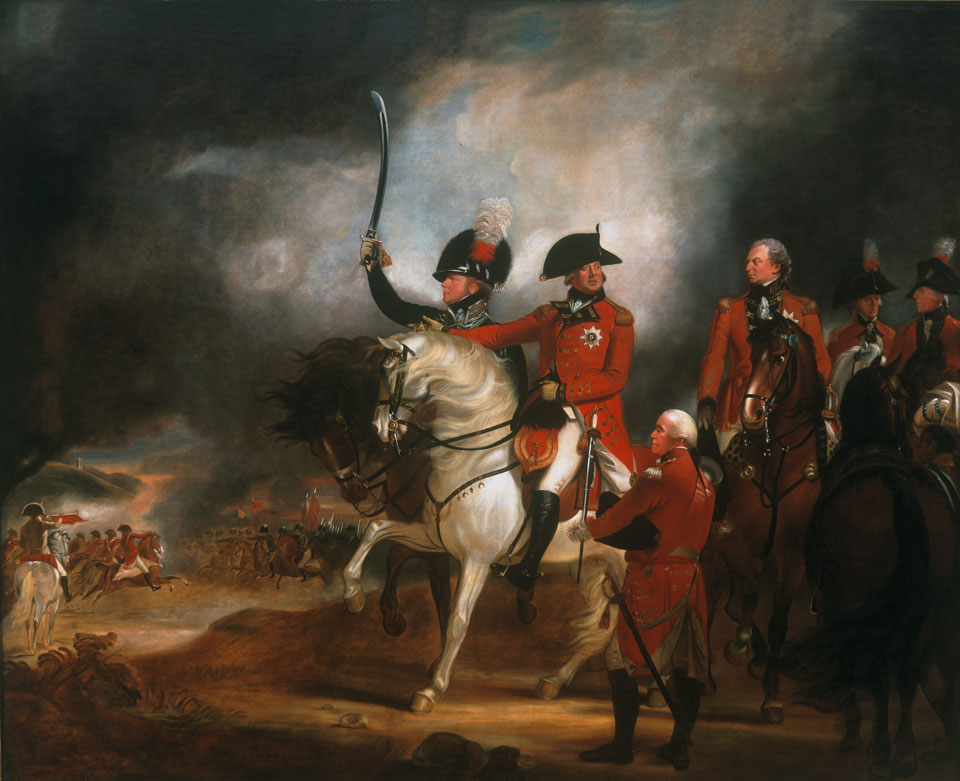
George III and the Prince of Wales Reviewing Troops.

De rum som skadades mest under branden hade redan tömts på värdefulla föremål, som var utlånade, till exempel till utställningar. Sir William Beecheys värdefulla ryttarporträtt George III and the Prince of Wales Reviewing Troops kunde dock inte räddas då det var för stort för att få ut.